# Théonas d'Alexandrie
Théonas d'Alexandrie fut évêque d'Alexandrie à partir de 282 (ob. 293 ?). Il mourut le 28 décembre 300.
Il est considéré comme saint par l'Église catholique romaine et célébré à ce titre le 28 décembre.

## Œuvres conservées
- CPG 1632-1633.